# Komsomolskaja Pravda
Komsomolskaja Pravda (ryska: Комсомо́льская пра́вда) är en daglig rysk nyhetstidning (tabloid), grundad den 13 mars 1925. Den publiceras av Komsomolskaja Pravda-förlaget.

## Historik

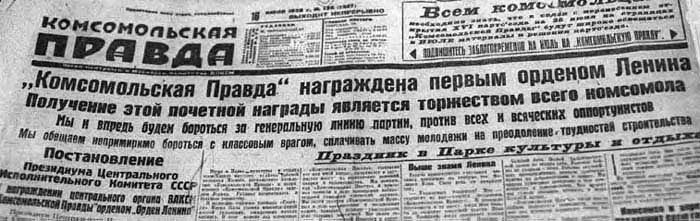
Komsomolskaja Pravda fredagen den 23 maj 1930

Under Sovjeteran var Komsomolskaja Pravda det officiella organet för Komsomols centralkommitté och tidningen spreds i hela unionen. Den grundades genom ett beslut på det ryska kommunistpartiets 13:e kongress och det första numret publicerades den 24 maj 1925. I samband med Sovjetunionens fall upplöstes Komsomol, men tidningen finns fortfarande kvar.